# Karosa LC 736
Karosa LC 736 — высокопольный междугородный автобус, производившийся в городе Високе-Мито компанией Karosa в 1984—1997 годах. Пришёл на смену автобусу Karosa LC735. 

## Производство
Прототип автобуса Karosa LC 736 был создан в 1978 году. В 1980 году были изготовлены два прототипа версии «Экспресс», предназначенных для движения по автомагистралям. Серийно автобус производился с 1984 года. С 1992 года автобусы производились мелкосерийно. Последний экземпляр производился в 1997 году в России.
Также планировалось производство автобуса Karosa LC 836, однако этот проект был признан нецелесообразным.

## Конструкция
Автобус Karosa LC 736, в целом, идентичен предшественнику, Karosa LC 735. Кузов автобуса полусамонесущий, рамный. Двигатель расположен сзади. Вход производится через одну автоматическую дверь. Дополнительно установлена задняя аварийная дверь. Внизу присутствуют багажники объёмом 5 м3. Над сиденьями присутствуют багажные полки для ручной клади. В передней двери присутствует откидное сидение.

## Модификации
- Karosa LC 736.00
- Karosa LC 736.20
- Karosa LC 736.1014
- Karosa LC 736.1022
- Karosa LC 736.1030